# Category 6 – Der Tag des Tornado
Category 6 – Der Tag des Tornado ist ein Katastrophenfilm von Regisseur Dick Lowry, gedreht im Jahr 2004 in den USA.

## Handlung
Der Meteorologe Andy Goodman steht kurz vor der Pensionierung. Er beobachtet drei Wirbelstürme, von denen einer bereits in Las Vegas wütete.
Die Fernsehreporterin Amy Harkin berichtet über die Stromversorgungsprobleme der Region um Chicago. Eine Hitzewelle dauert bereits seit sechs Wochen an. Die Bewohner wurden gebeten, ihren Energieverbrauch einzuschränken, damit die Stromversorgung nicht kollabiert.
Die Stürme treffen sich bei Chicago, wo sie zum Sturm von enormer Kraft werden. Mitch Benson, der leitende Angestellte des Stromversorgungsunternehmens Midwest Electric, befürchtet, dass der Sturm das wichtigste Kraftwerk der Stadt zerstören könnte.
Die schwangere Schwägerin von Amy wird im stehengebliebenen Aufzug eingeschlossen, kann aber befreit werden. Amys Bruder, ein Pilot, landet in der kurzen Zeit der Windstille in der Nähe von Chicago, um seine schwangere Frau und einige anderen Menschen aus der Gefahrenzone zu bringen. Amy bleibt bei ihrem verletzten Kollegen, bis sich der Wind beruhigt.

## Kritiken
- Das Lexikon des internationalen Films sah einen „(k)onventionelle(n) Katastrophenfilm, der seine haarsträubende Geschichte mit altbackenen Computereffekten über die Runden bringt.“[3]

## Fortsetzung
Im Jahre 2005 entstand die Fortsetzung Category 7 – Das Ende der Welt. Die Regie übernahm erneut Dick Lowry.